# Seznam osebnosti iz Občine Šentilj
Seznam osebnosti iz Občine Šentilj vsebuje osebnosti, ki so se tu rodile, delovale ali umrle.
Občina Šentilj ima 22 naselij: Ceršak, Cirknica, Dražen Vrh, Jurjevski Dol, Kaniža, Kozjak pri Ceršaku, Kresnica, Plodršnica, Selnica ob Muri, Sladki Vrh, Spodnja Velka, Srebotje, Stara Gora pri Šentilju, Svečane, Šentilj v Slovenskih goricah, Šomat, Štrihovec, Trate, Vranji Vrh, Zgornja Velka, Zgornje Dobrenje, Zgornje Gradišče.

## Kultura in umetnost
- Miloš Jakopec (1928, Vranji Vrh – 2008, Novo mesto), novinar, publicist
- Gabrijel Kolbič (1913, Zgornja Velka – 1995, Maribor), kipar, pesnik
- Tone Kuntner (1943, Trate –), pesnik in gledališki igralec
- Gabriel Majcen (1858, Zgornja Velka - 1940, Maribor), učitelj in publicist
- Franci Pivec (1943, Olimje –), filozof, sociolog, kulturni delavec, politični aktivist, informatik
- Tone Pivec (1936, Spodnja Velka – 2017, Kamnica), elektroinženir, pisatelj, slikar
- Mira Sardoč (1930, Šentilj v Slovenskih goricah – 2008, Ljubljana), gledališka in filmska igralka
- Leopold Suhodolčan (1928, Žiri – 1980, Golnik), mladinski pisatelj, ravnatelj šole, učitelj, urednik
- Josip Šegula – Pec (1903, Ptujska Gora – 1980, Ljubljana), glasbeni pedagog, zborovodja
- Anton Šeško (1915, ? – 1935, Kočevje), šentiljski kulturnik in kronist
- Albina Štrubelj (1912, Sladki vrh – 2009, ?), etnologinja, učiteljica, knjižničarka

## Politika in pravo
- Mihael Vošnjak (1837, Šoštanj – 1920, Švica), državni poslanec, strokovnjak za gradnjo cest in železnic, bankir, politični aktivist, deželni poslanec, narodnoobrambni delavec, dobrotnik, izseljenec
- Franjo Žebot (1881, Selnica ob Muri – 1945, Dachau), časnikar, politični aktivist
- Jakob Pirnat (11847, Šentilj – 1924, Šentilj), pravnik

## Religija
- Franc Čepe (1802, Gaj nad Mariborom – 1861, Šentilj v Slovenskih goricah), duhovnik, narodni delavec
- Jožef Majcen (1860, Zgornja Velka – 1920, Maribor), rimskokatoliški duhovnik in publicist
- Franc Schell (1815, Šentilj v Slovenskih goricah – 1865, Gradec), teolog, duhovnik
- Matej Štrakl (1866, Križevci pri Ljutomeru – 1928, Malečnik), cerkvenoglasbeni pisec, zgodovinopisec, bogoslovni pisec, organizator, duhovnik
- Evald Vračko (1878, Vrh nad Laškim – 1939, Šentilj v Slovenskih goricah), narodni delavec, prosvetni delavec, duhovnik

## Razno
- Silvin Leskovar (1928 Šentilj v Slovenskih goricah –), inženir elektrotehnike
- Vladimir Maher (1957, Apače –), častnik, veteran vojne za Slovenijo
- Ivan Novak (elektrotehnik) (1923, Šentilj - 2018, ?), inženir elektrotehnike
- Franc Thaler (1865, Železniki – 1936, Šentilj v Slovenskih goricah), narodni delavec
- Milan Verk (1910, Sveti Jurij ob Ščavnici – 1989, Maribor), kartograf